# Sramotilni steber, Predgrad
Sramotilni steber v Predgradu je sramotilni steber, ki stoji na vzhodni strani naselja Predgrad v Poljanski dolini. Gre za kamnit sramotilni steber kvadratnega prereza s porezanimi robovi in z izklesano kroglo na vrhu. Za kaznovanje lažjih prekrškov so ga postavili konec 17. stoletja. Steber danes stoji ob cesti pred Zadružnim domom na skrajnem jugovzhodnem robu vasi in je eden redkih, še obstoječih stebrov, ki stojijo na prvotnem javnem mestu. Opremljen je s kamnito ploščo, na kateri je napisano stoletje nastanka in letnica 2007, ki označuje začetek uprizarjanja prireditve, ki se vsako leto odvija v Predgradu in se imenuje po sramotilnem stebru. Prireditev spremlja različno dogajanje, od nastopov folklornih skupin in druženja ob glasbi do izvirnih veselo iger, kot spomin na srednjeveško življenje na Kočevskem. Pri organizaciji sodelujejo Kulturno športno društvo Predgrad in Zavod Kočevsko.

## Zgodovina
V pisnih virih iz leta 1336 se omenja, da so Poljane že od nekdaj imele lastno deželno in krvno sodišče. Smrtne kazni so izvrševali na vislicah oz. gavgah, ki so bile postavljene vzhodno od Pake pri Predgradu. Po ustnem izročilu je torej prvo obstajala Gaugina gorica. Gauge so služile v večji meri za obešanje tatov in prešuštnikov. Šele kasneje so za kaznovanje lažjih prekrškov in če se je kdo pregrešil zoper pravice poljanskega gospostva, v neposredni bližini gradiča oziroma današnjega Zadružnega doma, v začetku 17. stoletja, postavili sramotilni steber ali pranger. Nad kaznovanimi se naj ne bi fizično znašali, bile pa so tudi izjeme. Takšne in podobne javne kazni so začeli v prvi polovici 19. stoletja opuščati.
V Predgradu so živinske tatove z verigo priklenili k prangerju in jih sramotili tako, da so jim okoli vratu obesili čreva ukradenih in poklanih živali. Nazadnje naj bi grajski birič na binkoštno soboto in nedeljo leta 1805 ob pranger privezal eno izmed Predgrajk. Ugotovljeno je bilo, da je njen mož ustrelil srno v Graščici. Ker je mož po krivolovu pobegnil, so za njegov zločin kaznovali ženo. Izročilo pravi, da so z verigo na steber priklenjeni ženski okrog vratu obesili čreva uplenjene živali, k prangerju pa so ji prinesli podojit njenega otroka. Po prestani kazni pa se je nič kriva ženska verjetno morala, tako kot je to sicer veljalo tudi za druge na sramotilni steber privezane »zločince«, pomoliti v le nekaj deset metrov oddaljeni predgrajski cerkvi sv. Fabijana in sv. Boštjana. Ustno izročilo pravi, da so na pranger ob približno istem času privezali tudi eno izmed Predgrajk, ki je bila po razglasu kriva, ker naj bi se smukala okoli dveh moških, kar je štelo za bogokletje. 
Novoveška zakonodaja se je vse do 18. stoletja veliko manj spuščala v male kazenske zadeve (causae minores), ki so bile v veliki meri prepuščene domačemu običajnemu pravu in sklepom sodnih prisednikov ali drugih sodnih organov. Med kaznovalnimi objekti za prestopke lažjega značaja je bil razširjen predvsem sramotilni steber oz. pranger. Točne datacije pojava prangerjev na Slovenskem ne poznamo. V 13. stoletju so bili v srednji Evropi že precej razširjeni. Takšne stebre domnevamo tedaj tudi pri nas, čeprav predvsem kot lesene, občasno postavljene kole.
Do danes so se razvili novi kodeksi prava in reda. Mučenje je bilo opuščeno, sramotilni steber in javna usmrtitev sta se končala. Kaznovanje tako ni več telesno, kar pomeni konec koncepta javnega kaznovanja.